# Secretaria de Estado de Educação de Mato Grosso do Sul
| Secretaria de Educação                                                      |                               |
| Avenida do Poeta, s/n - Parque dos Poderes, bloco 5 Campo Grande, MS SED-MS |                               |
| Criação                                                                     | 30 de julho de 1979 (45 anos) |
| Atual secretária                                                            | Hélio Daher                   |

A Secretaria de Estado de Educação de Mato Grosso do Sul (SED) é o órgão estadual que coordena todas as atividades direta e indiretamente ligadas aos assuntos de ensino. É uma das 12 secretarias que integram o Governo de Mato Grosso do Sul.

## História
Ao ser instalado, em janeiro de 1979, o estado tinha uma estrutura administrativa enxuta. Cabia à Fundação de Educação de Mato Grosso do Sul, vinculada à Secretaria de Estado de Desenvolvimento de Recursos Humanos, gerenciar o sistema oficial de ensino e outras questões relativas. A pasta de Educação só foi criada em 30 de julho daquele ano, através de lei instituindo os sistemas estaduais de saúde, educação e desenvolvimento social. A Fundação de Educação foi extinta em 31 de dezembro.
A infraestrutura, bens e servidores da área foram herdados do estado de Mato Grosso quando da criação de Mato Grosso do Sul, assim como toda a massa que viria a compor o novo governo. O primeiro sistema oficial de ensino foi criado em junho de 1979, sendo substituído pelo atual sistema estadual no mês seguinte. O sistema sofreu modificações ao longo dos anos para incluir, por exemplo, o ensino supletivo (atual Educação para Jovens e Adultos) e a categoria de escola indígena.

## Atribuições
Entre suas funções, cabe à secretaria formular e executar a política educacional do estado; prestar e oferecer o ensino médio, e concorrentemente com as prefeituras, o ensino fundamental, a educação infantil e a educação especial; controle e fiscalização dos estabelecimentos de ensino; e o diagnóstico permanente, quantitativo e qualitativo dos estudantes e professores.

## Lista de secretários
| Nº | Nome                            | Início do mandato                                                    | Fim do mandato         | Governador                 | Notas e referências         | Órgão                                      |
| 1  | Antônio Salústio Areias         | 1º de janeiro de 1979                                                | 12 de junho de 1979    | Harry Amorim Costa         | [ 13 ]                      | Fundação de Educação de Mato Grosso do Sul |
| 1  | Antônio Salústio Areias         | 13 de junho de 1979                                                  | 30 de junho de 1979    | Londres Machado (interino) | [ 13 ]                      | Fundação de Educação de Mato Grosso do Sul |
| 2  | Hércules Maymone                | 10 de julho de 1979                                                  | 2 de agosto de 1979    | Marcelo Miranda            | [ 14 ]                      | Fundação de Educação de Mato Grosso do Sul |
| 2  | Hércules Maymone                | 2 de agosto de 1979                                                  | 24 de janeiro de 1980  | Marcelo Miranda            | [ 4 ]                       | Secretaria de Estado de Educação           |
| 3  | Juvêncio da Fonseca             | 24 de janeiro de 1980                                                | 28 de outubro de 1980  | Marcelo Miranda            | [ 15 ] [ 16 ]               | Secretaria de Estado de Educação           |
| 3  | Juvêncio da Fonseca             | 28 de outubro de 1980                                                | 6 de novembro de 1980  | Londres Machado (interino) | [ 15 ] [ 16 ]               | Secretaria de Estado de Educação           |
| 4  | Marisa Serrano                  | 10 de novembro de 1980                                               | 12 de abril de 1982    | Pedro Pedrossian           | [ 17 ] [ 18 ]               | Secretaria de Estado de Educação           |
| 5  | Fadah Scaff Gattass             | 14 de abril de 1982                                                  | 14 de março de 1983    | Pedro Pedrossian           | [ 19 ]                      | Secretaria de Estado de Educação           |
| 6  | Leonardo Nunes da Cunha         | 15 de março de 1983                                                  | 12 de setembro de 1985 | Wilson Barbosa Martins     | [ 20 ]                      | Secretaria de Estado de Educação           |
| 7  | Idenor Machado                  | 12 de setembro de 1985                                               | 14 de maio de 1986     | Wilson Barbosa Martins     | [ 21 ] [ 22 ]               | Secretaria de Estado de Educação           |
| 7  | Idenor Machado                  | 14 de maio de 1986                                                   | 14 de março de 1987    | Ramez Tebet                | [ 21 ] [ 22 ]               | Secretaria de Estado de Educação           |
| 8  | Aleixo Paraguassú Netto         | 15 de março de 1987                                                  | 19 de julho de 1988    | Marcelo Miranda            | [ 23 ] [ 24 ]               | Secretaria de Estado de Educação           |
| 9  | Valter Pereira                  | 23 de agosto de 1988                                                 | 22 de dezembro de 1989 | Marcelo Miranda            | [ 25 ] [ 26 ]               | Secretaria de Estado de Educação           |
| 10 | Mauro Polizer                   | 7 de março de 1990                                                   | 14 de março de 1991    | Marcelo Miranda            | [ 27 ]                      | Secretaria de Estado de Educação           |
| 11 | Leocádia Petry Leme             | 15 de março de 1991                                                  | 13 de dezembro de 1994 | Pedro Pedrossian           | [ 28 ] [ 29 ]               | Secretaria de Estado de Educação           |
| 12 | Irene de Souza Diniz            | 13 de dezembro de 1994                                               | 31 de dezembro de 1994 | Pedro Pedrossian           | [ 30 ]                      | Secretaria de Estado de Educação           |
| 13 | Aleixo Paraguassú Netto         | 1º de janeiro de 1995                                                | 7 de abril de 1997     | Wilson Barbosa Martins     | [ 31 ]                      | Secretaria de Estado de Educação           |
| 14 | Maria de Lourdes Maciel         | 9 de abril de 1997 (como interina) 7 de julho de 1997 (como titular) | 31 de dezembro de 1998 | Wilson Barbosa Martins     | [ 32 ] [ 33 ]               | Secretaria de Estado de Educação           |
| 15 | Pedro Kemp                      | 1º de janeiro de 1999                                                | 28 de junho de 2001    | Zeca do PT                 | [ 34 ] [ 35 ]               | Secretaria de Estado de Educação           |
| 16 | Antônio Carlos Biffi            | 3 de julho de 2001                                                   | 4 de abril de 2002     | Zeca do PT                 | [ 36 ] [ 37 ]               | Secretaria de Estado de Educação           |
| 17 | Elza Aparecida Jorge            | 4 de abril de 2002                                                   | 31 de dezembro de 2002 | Zeca do PT                 | [ 38 ]                      | Secretaria de Estado de Educação           |
| 18 | Hélio de Lima                   | 1º de janeiro de 2003                                                | 31 de dezembro de 2006 | Zeca do PT                 | [ 39 ] [ 40 ]               | Secretaria de Estado de Educação           |
| 19 | Maria Nilene Badeca da Costa    | 1º de janeiro de 2007                                                | 1º de abril de 2010    | André Puccinelli           | [ 41 ] [ 42 ]               | Secretaria de Estado de Educação           |
| 20 | Cheila Vendrami                 | 1º de abril de 2010                                                  | 4 de outubro de 2010   | André Puccinelli           | [ 43 ] [ 44 ]               | Secretaria de Estado de Educação           |
| 21 | Maria Nilene Badeca da Costa    | 4 de outubro de 2010                                                 | 31 de dezembro de 2014 | André Puccinelli           | [ 45 ] [ 46 ]               | Secretaria de Estado de Educação           |
| 22 | Maria Cecília Amêndola da Motta | 1º de janeiro de 2015                                                | 31 de dezembro de 2022 | Reinaldo Azambuja          | [ 47 ] [ 48 ] [ 49 ] [ 50 ] | Secretaria de Estado de Educação           |
| 23 | Hélio Daher                     | 1º de janeiro de 2023                                                | Atualidade             | Eduardo Riedel             | [ 51 ] [ 52 ] [ 53 ]        | Secretaria de Estado de Educação           |